# Кућа Радула Велашевића
Породична кућа др. Радула Велашевића подигнута је 1930. године на углу Улице Ивана Милутиновића бр.1. Настала је у процесу постепеног напуштања крутих начела постакадемске архитектуре у корист савременијих метода градње. По архитектонској обради спада у примере прелазне, стилски хетерогене архитектуре са елементима различитих концепција. Преовлађује незнатни модернији приступ у спољној обради фасаде. 
Објекат је угаона упадљива градска кућа са са умерено декорисаним зидним платнима и са траговима академског раслојавања зона, подеоним венцима и атиком на којој је утиснута година изградње. Модерна архитектонска средства видљива су на доминантним правоугаоним отворима и неутралним зидним површинама. Четвороводни кров објекта је „сакривен“ и чини зграду компромисном творевином са дуалистичким стилским садржајем. Аутор пројекта је остао непознат.